# Don Boscocollege Kortrijk
Het Don Boscocollege Kortrijk (DBK) is een katholiek scholencomplex in de Belgische stad Kortrijk. Het college ligt buiten de stadskern, in de woonwijk Sint-Anna ten zuidwesten van het centrum. Het werd in 1929 opgericht door Salesianen van Don Bosco. Het college biedt algemeen secundair onderwijs aan. De school telt ongeveer 950 leerlingen.

## Geschiedenis
In het gebied van de school werd in 1629 een Sint-Annakapel opgericht door juffrouw B. Bonte uit het begijnhof van Kortrijk. Daarrond groeide de wijk Sint-Anna uit. In 1701 was er al een schooltje opgericht nabij deze kapel, maar dit sloot later zijn deuren. Op initiatief van de Brugse kanunnik Maes kwam er na 1840 een instelling voor geesteszieken, waar Zusters van Jezus' Barmhartigheid mannen en vrouwen verpleegden. De zusters verhuisden in 1927 naar Ieper, waarop het gebouwencomplex met kapel, hoeve, Sint-Pieter en Sint-Anna met 10 ha aangeboden werden aan de Salesianen. Het domein werd verdeeld. De kapel en het Sint-Annagesticht ging naar de zusters van Maria Hulp der Christenen, het Sint-Pietersgesticht, het kasteel en de hoeve naar de Salesianen.
De Salesianen kwamen reeds in 1875 naar België. De school in Kortrijk werd in 1934 gesticht, in de oude gebouwen van het krankzinnigengesticht Sint-Anna, op het gelijknamig gehucht. Oorspronkelijk werden er alleen priesters en missionarissen opgeleid, de school had ook een afdeling "Late roepingen", die redelijk bekend was, ook buiten de provinciegrenzen. Later werd er ook onderwijs verstrekt aan leken.
Er kwam een college, dat zijn eerste schooljaar begon op 3 september 1929. Het was aanvankelijk een huis voor priester- en missionarisroepingen, maar liet stilaan ook gewone humaniorastudenten toe. Iedereen was er vroeger intern aanwezig, de lessen werden gegeven door de Salesianen zelf. Tijdens de Tweede Wereldoorlog werd de school een tijdje een vluchtelingenoord en een veldhospitaal van het Duitse leger.
De school kende groei in de jaren vijftig. In de jaren zestig kreeg de school meer concurrentie van andere Kortrijkse scholen, zeker aangezien het aanbod beperkt bleef tot de Grieks-Latijnse richting. Met de start van een nieuwe afdeling nam het aantal leerlingen weer toe, en ook de eerste leken als leerkracht werden toegelaten.
In 1980 zorgde de school voor een primeur in Kortrijk, door tegen het standpunt van het bisdom in, het eerste gemengde onderwijs in de stad aan te bieden. In 1982 werd overgegaan tot de invoering van het vso, en in 1987 sloot het internaat de deuren. Niettegenstaande de sluiting van het internaat, bleef de leerlingengroei in stijgende lijn.
Het onderwijs werd er in de beginjaren verstrekt door de Salesianen, maar nadien werd de invloed van de leken alsmaar groter. In 2008 werd de eerste lekendirecteur uit de geschiedenis van de school benoemd. In 2019 raakte bekend dat de paters Salesianen per 15 augustus 2019 Kortrijk zouden verlaten.